# Брехня (серіал)
Брехня (тур. Son) — турецький телевізійний телесеріал, психологічна драма. Із серії виробництва Ay Yapım на замовлення телеканалу ATV.

## Сюжет
Насправді немає нічого, як здається. Щасливий шлюб, чоловік і дружина, що люблять одне одного, мати і батько захищають своїх дітей. Немає сумнівів, немає брехні і довірчі відносини. Є три типи жінок: одруженні зі своїм будинком, одружені зі своїми дітьми, одруженні зі своїм чоловіком. Айлін перебуває у шлюбі з чоловіком, і була з ним з першого дня. Але одного разу вона дізнається, що все її життя насправді велика брехня.

## Актори і ролі
| Актор                | Роль  | Статус |
| -------------------- | ----- | --- |
| Йігір Озшенер        | Селім | 30-х років. Народився в Стамбулі, доктор. Завідувачий кафедрою анатомії в університеті. Впевнено крокує до професорського звання. Працьовитий, ідеалістичний, дисциплінований. Його мати, його батько і його брат Омар вмирає, після ДТП, а Селім є єдиним, хто вижив у катастрофі. Зустрілися в 2001 році, з Айлін з якою одружився 26 років. Шлюб по любові. У 2004 році в них народився син Омар . |
| Нехір Ердоган        | Айлін | 30-х років. Народилася в Стамбулі, архітекторка. Досить приваблива жінка. Одружена з Селімом. Працює у Архітектурній компанії, заснованим найкращим другом її чоловіка, Халілом. Єдина дитина в сім'ї матері. Айлін орієнтована на сімейний відпочинок, працьовита, талановита. |
| Еркан Сан            | Алі   | 50 років. Він народився в Стамбулі. Брата Халіла. Працює в Управлінні по боротьбі з контрабандою та організованою злочинністю головного відділення. Інтуїтивний, холоднокровний поліцейський. |
| Беррак Тузунатез     | Альве | 20-х років. Народилася в Стамбулі. У 16 років її батько помер від серцевого нападу. В Америці вчилася фотографії. В Туреччині має власну фотостудію. Зустрілися в Бодрумі з Халіл, а в 2001 році раптово одружилася. Нещаслива, має проблеми в шлюбі. |
| Енгін Алтан Дузуатан | Халіл | 30-ті роки, архітектор, одружився з Альве, дітей немає. Найкращий друг Селіма. Халіл в повному розумінні цього собі, амбітний, успішний архітектор. |